# Elektronische component

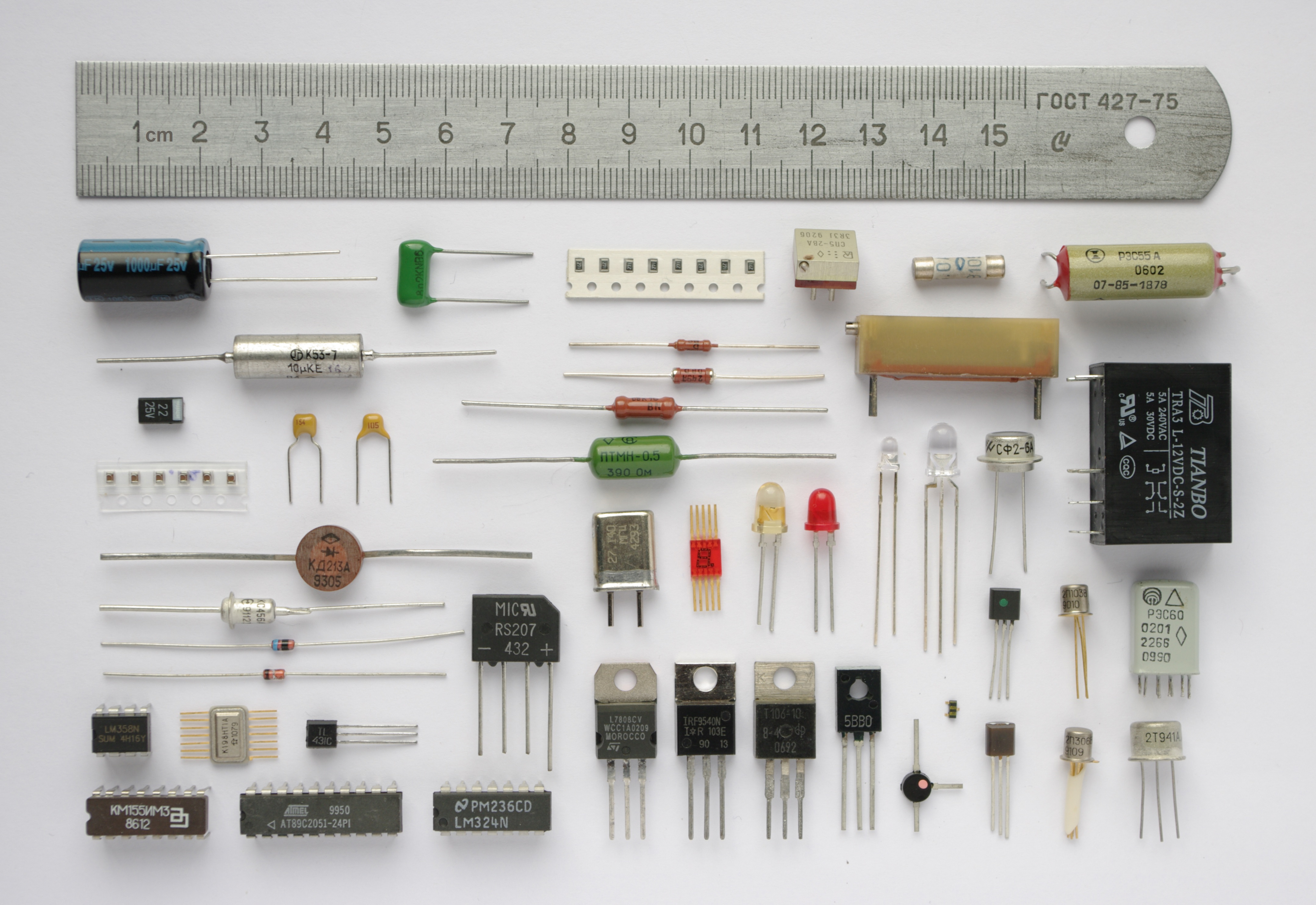
Verscheidene componenten

Elektronische componenten zijn onderdelen die in elektronische apparatuur worden gebruikt. We kunnen een hoofdonderscheid maken tussen actieve en passieve componenten. De actieve componenten zijn componenten met  versterking, terwijl de andere componenten passieve componenten of elektrische componenten worden genoemd.
- Passief: onder andere weerstand, condensator, transformator, spoel, lamp, schakelaar, zekering en verbindingsdraden.
- Actief: onder andere schakelingen met halfgeleiders: gelijkrichter, transistor, geïntegreerde schakeling, operationele versterker, triac, thyristor en de elektronenbuizen: triode, tetrode, pentode.

Hoewel de diode strikt genomen een passieve component met een niet-lineaire karakteristiek is, wordt deze over het algemeen tot de actieve componenten gerekend.
Er wordt in de elektronica een grote verscheidenheid aan componenten gebruikt.